# Miguel Hidalgo Medina
Elmer Miguel Hidalgo Medina (Lambayeque; 26 de diciembre de 1952) es un general retirado de la PNP y político peruano. Ejerció el cargo de ministro del Interior en el segundo gobierno de Alan García y fue Director General de la Policía Nacional del Perú entre 2009 hasta su renuncia en 2010.

## Biografía
Nació en Zaña, provincia de Chiclayo en Lambayeque el 26 de diciembre de 1952.
Ingresó en 1973 a la Escuela de Oficiales de la Guardia Republicana del Perú y egresó como subteniente GRP con fecha 1.º de enero de 1977 integrando la Promoción "25 de Septiembre", contando con 33 años y 11 meses de servicios en la institución Policial Peruana.
Porta el grado de General desde el año 2006. En esa condición ha ocupado los cargos de director territorial de la IX Dirtepol Ayacucho – Ica (2006), director antidrogas (2007 – 2009), inspector general y jefe de Estado Mayor General (2009)
Dentro de su experiencia profesional como oficial, destacan las siguientes unidades policiales: Batallón Antisubversivo “Llapan Atic” – Andahuaylas, jefe de la División de Resguardo del Congreso de la República, Dirección de Operaciones Especiales (Dinoes), Jefatura de Seguridad Ciudadana Cañete – Yauyos, Director de Información de la PNP y Agregado Policial en la República de Argentina.
Se ha desempeñado como docente y expositor en la Escuela de Oficiales y de Suboficiales de la PNP, Gendarmería de Argentina, Expositor en el Departamento de Estado de Washington – USA, Intercambio de Experiencias en Temas de Terrorismo con la Policía de Israel en la Ciudad de TelAviv.
También ha sido representante de la PNP en la Conferencia Anual de Técnicos de Explosivos en Nevada, San Diego y Orlando – Estados Unidos, y es Miembro Activo de la Asociación de Técnicos e Investigadores.
En julio del 2009, fue designado como Director General de la Policía Nacional del Perú. Como parte del cargo, fue ascendido a Teniente General y distinguido con la denominación de General de Policía.

### Ministro del Interior
El 23 de noviembre del 2010, tras la renuncia de Fernando Barrios, Hidalgo fue nombrado como ministro del Interior por el presidente Alan García.
Permaneció en el cargo hasta el final del segundo gobierno aprista.
Fue candidato al Congreso de la República en las elecciones parlamentarias del 2016 por Alianza Popular y también formó parte del equipo técnico de Alan García.